# برنارد لوبيز
برنارد لوبيز (بالفرنسية: Bernard Lopez)‏ هو كاتب مسرحي وكاتب فرنسي، ولد في 1813 في باريس في فرنسا، وتوفي بنفس المكان في 1896.